# Bustares
Bustares ist ein Ort und eine Gemeinde (municipio) mit 68 Einwohnern (Stand: 2024) im Südwesten der Provinz Guadalajara in der Autonomen Gemeinschaft Kastilien-La Mancha. 

## Lage und Klima
Bustares liegt in einer Höhe von ca. 1295 m in der Kulturlandschaft der Serranía. Die Entfernung zur südsüdwestlich gelegenen Provinzhauptstadt Guadalajara beträgt ca. 48 Kilometer (Fahrtstrecke). Das Klima ist gemäßigt bis warm; Regen (553 mm/Jahr) fällt übers Jahr verteilt.

## Bevölkerungsentwicklung
| Jahr      | 1970 | 1981 | 1991 | 2001 | 2011 | 2021 |
| Einwohner | 259  | 179  | 131  | 96   | 81   | 76   |

## Sehenswürdigkeiten

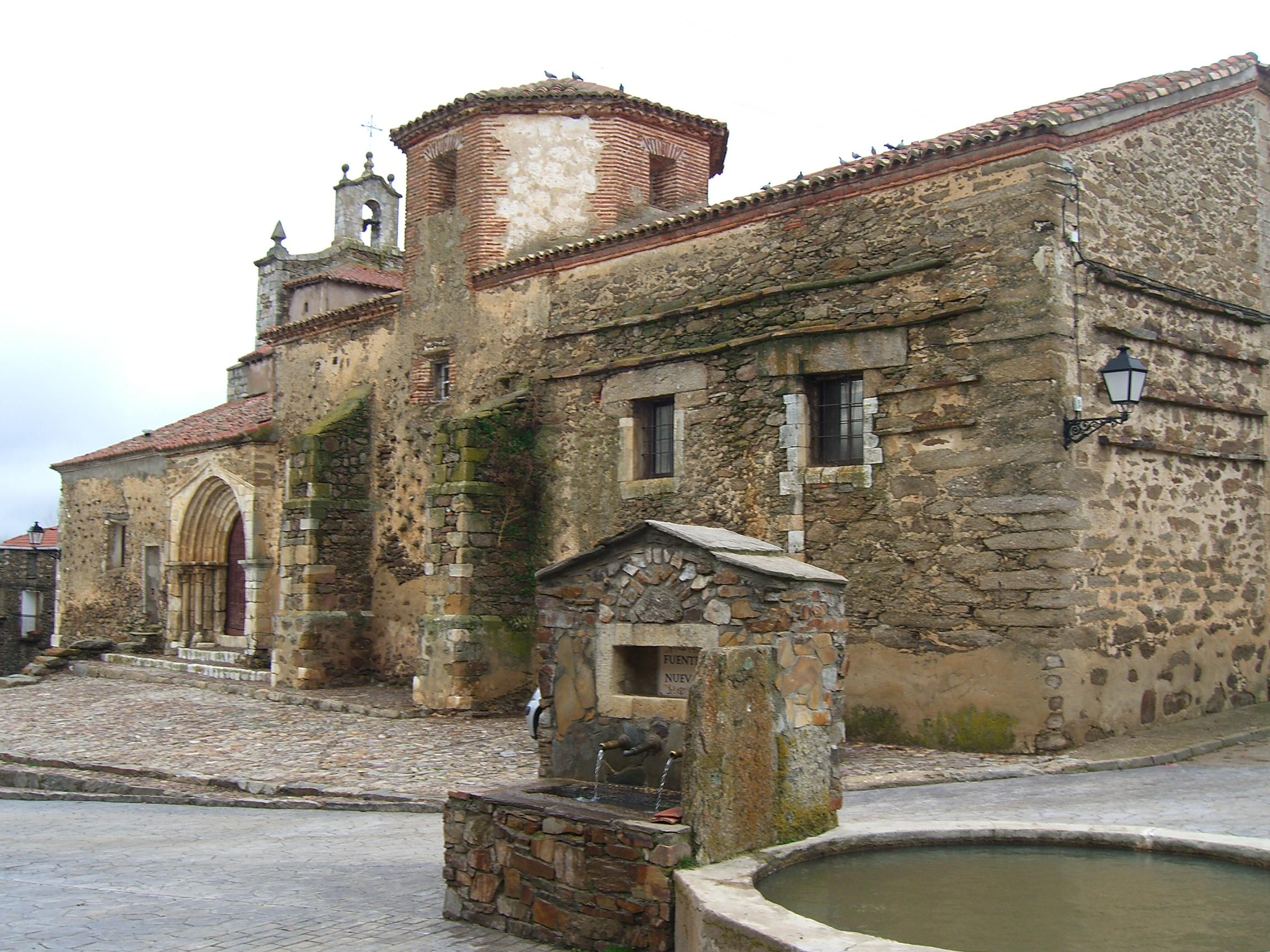
Laurentiuskirche
- Christuskapelle

- Laurentiuskirche